# Kurdwanów Nowy
Kurdwanów Nowy – osiedle mieszkaniowe w południowej części Krakowa, wchodzące w skład Dzielnicy XI Podgórze Duchackie, niestanowiące jednostki pomocniczej niższego rzędu w ramach dzielnicy. Niekiedy określane nazwą Kurdwanów, łącznie z terenem dawnej wsi o tej nazwie.

## Historia
Osiedle powstało na terenie dawnej wsi Kurdwanów, która została przyłączona do Krakowa w 1941 roku jako LII dzielnica katastralna. Budowa osiedla rozpoczęła się w 1980 roku według projektu sporządzonego przez zespół pod kierunkiem Anny Sierosławskiej, w składzie którego projekt urbanistyczny osiedla opracowali m.in. Zdzisław Chlebowski oraz Franciszek Milewski. Projekty poszczególnych budynków sporządzili m.in. Janusz Gawor, Antoni Jemielity, Andrzej Lipski, Lidia Murczyńska, Janusz Szczurek oraz Konrad Wierzbicki. Układ urbanistyczny osiedla składa się z kilku odrębnych układów przestrzennych o różnych formach zagospodarowania terenu i rozmieszczenia budynków, które będąc powiązane ze sobą tworzą całość kompozycji przestrzennej osiedla. Wnętrza osiedlowe wypełnia zieleń parkowa, m.in. ulokowany w środkowej części osiedla Park Kurdwanów, o strukturze podłużnej, ciągnącej się w osi zachód-wschód, między ulicami Porucznika Halszki na zachodzie i Turniejową na wschodzie. W parku spośród infrastruktury można wymienić place zabaw oraz amfiteatr. Zabudowa osiedla zrealizowana w latach 80. XX wieku złożona jest głównie z bloków wzniesionych w technologii wielkiej płyty. Powstało wówczas kilkadziesiąt 5-kondygnacyjnych bloków wieloklatkowych, zestawionych w różne konfiguracje i bryły proste, uskokowe oraz łamańcowe, typowe dla architektury tamtego okresu. Na zabudowę osiedla składa się również dwadzieścia 11-kondygnacyjnych punktowców. Z górnych pięter tych budynków w pogodne dni rozciąga się widok na Pogórze Karpackie i Tatry. Zabudowę osiedla uzupełniają pawilony handlowo-usługowe, szkoły, przedszkole, żłobek oraz przychodnia. Od czasu realizacji pierwotnie zaplanowanego zespołu osiedla na jego obszarze oraz w bezpośrednim sąsiedztwie, głównie po stronie zachodniej i wschodniej powstawały i nadal powstają kolejne budynki mieszkalne wznoszone w różnych technologiach i stylach.
W latach 1989–1993 na terenie osiedla wybudowano rzymskokatolicki Kościół Podwyższenia Krzyża Świętego.
W 2000 roku oddano do użytku linię tramwajową od ulicy Wielickiej do pętli „Kurdwanów” znajdującej się na osiedlu. Jest to jedyna pętla tramwajowa w Krakowie zbudowana na estakadzie. Linia ta wchodzi w skład Krakowskiego Szybkiego Tramwaju.

## Infrastruktura
- Park Kurdwanów
- Dom Kultury Spółdzielni Mieszkaniowej Kurdwanów Nowy
- Szkoła Podstawowa Nr 162 im. Władysława Szafera w Krakowie
- Szkoła Podstawowa Nr 164 im. Franciszki Siedliskiej w Krakowie
- XXIX Liceum Ogólnokształcące im. Krzysztofa Kieślowskiego w Krakowie
- Parafia Podwyższenia Krzyża Świętego
- Klasztor Sióstr Nazaretanek
- Ośrodek Sportowo-Rekreacyjny Kurdwanów Nowy

## Transport
Kurdwanów Nowy ma dogodne połączenia komunikacyjne z większością Krakowa, w pobliżu jest też węzeł łagiewnicki na autostradzie A4. Istnieje tu pętla autobusowa i tramwajowa, obsługująca linie Krakowskiego Szybkiego Tramwaju.

## Wydarzenia
Najbardziej znanym wydarzeniem kulturalnym na Kurdwanowie jest coroczna impreza „Festyn Kurdwanów Nowy”. Odbywają się wówczas koncerty, pojawiają się stragany i liczne atrakcje dla dzieci. Festyn kończy się wieczornym pokazem ogni sztucznych.

## Galeria

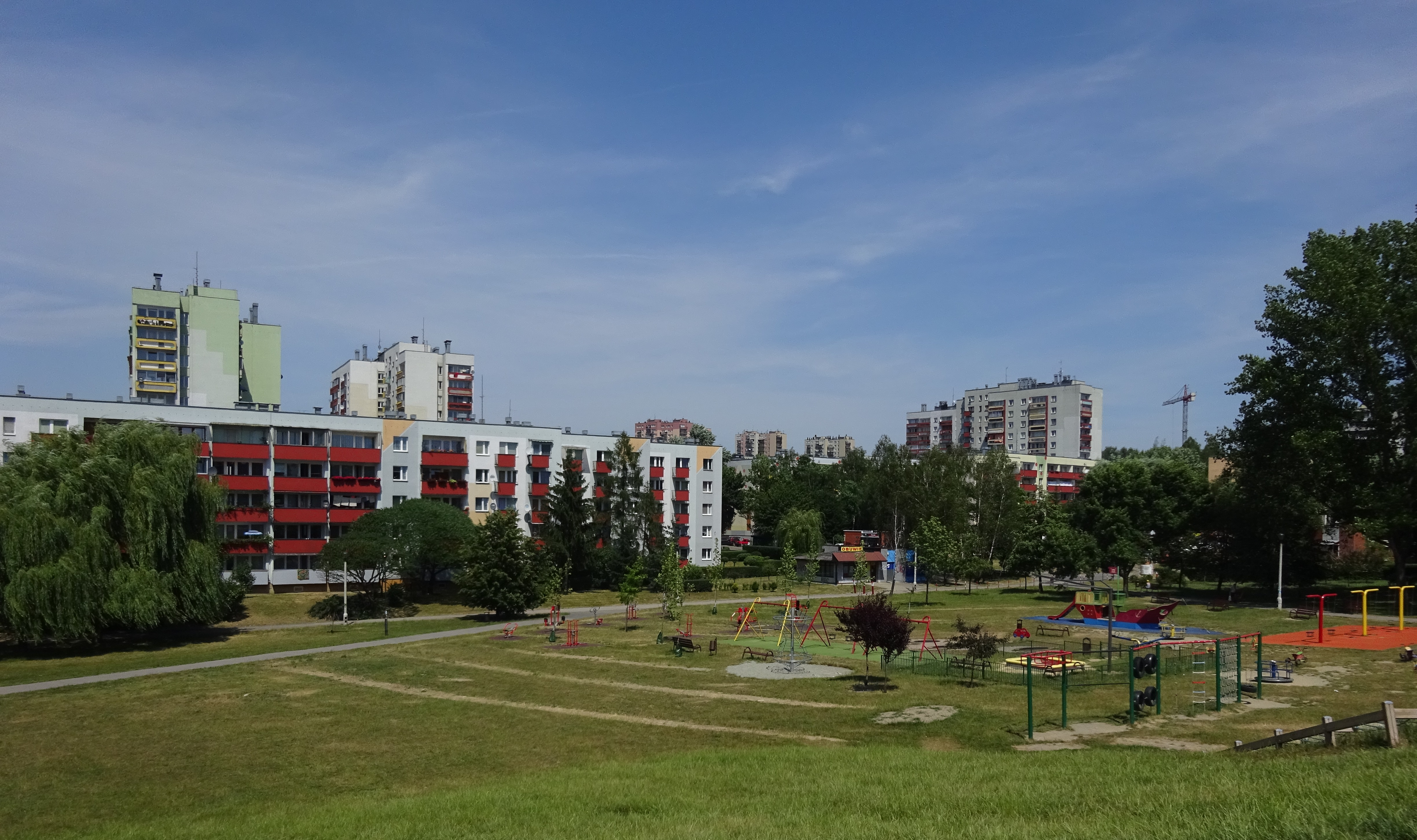
Park Kurdwanów
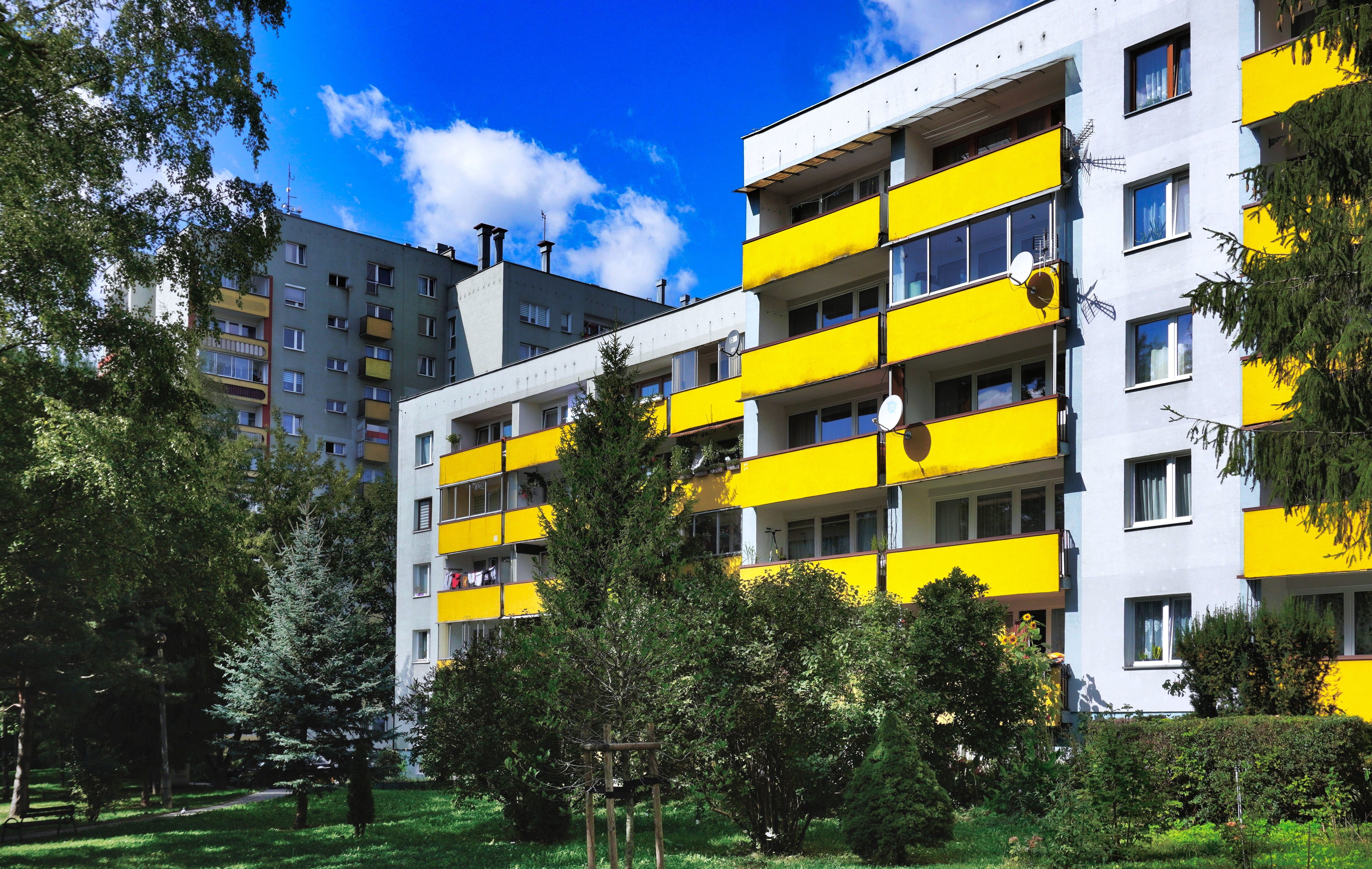
Wnętrze osiedla, bloki przy ul. Witosa 17 i 21
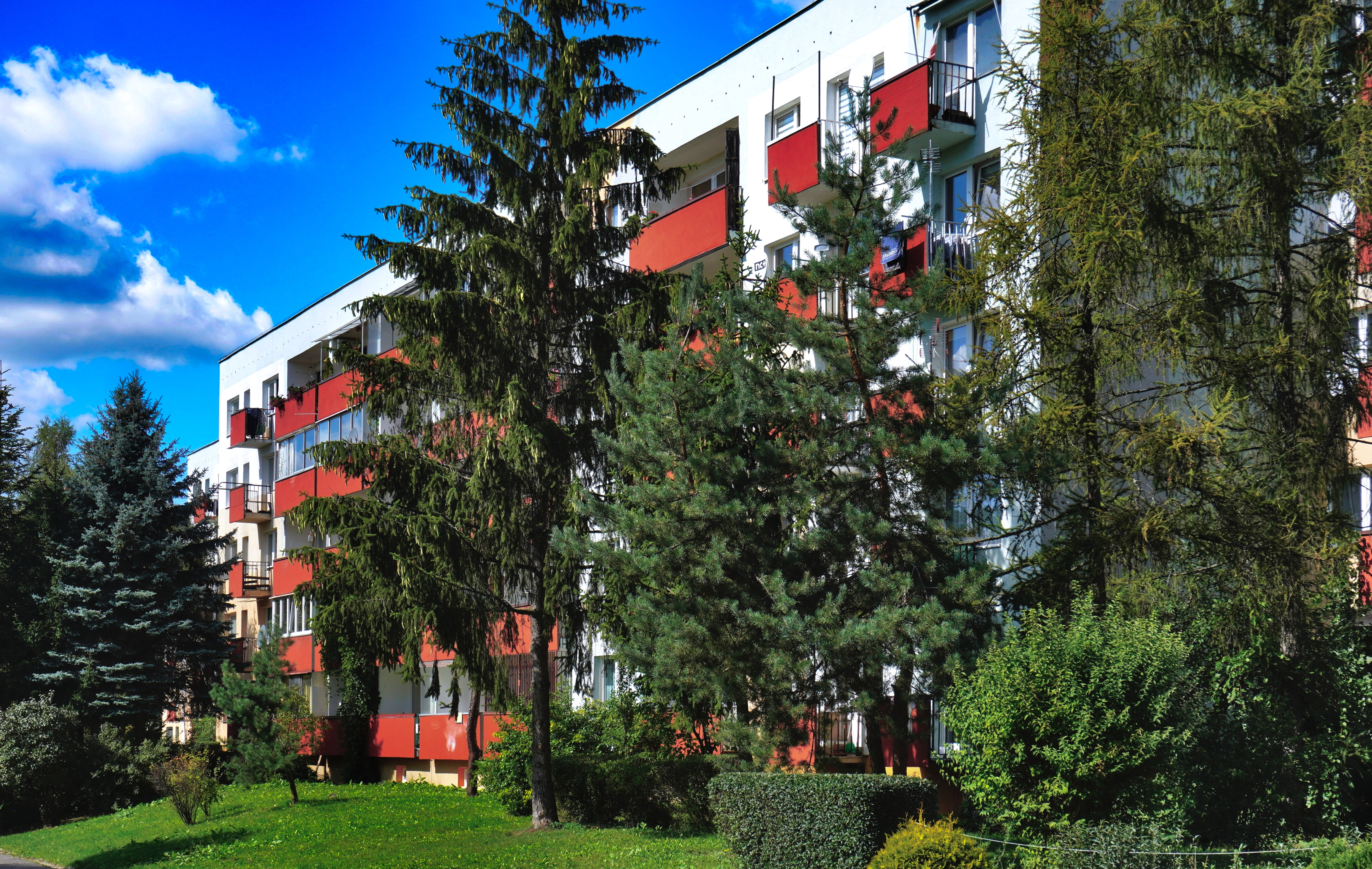
Wnętrze osiedla, blok przy ul. Witosa 33
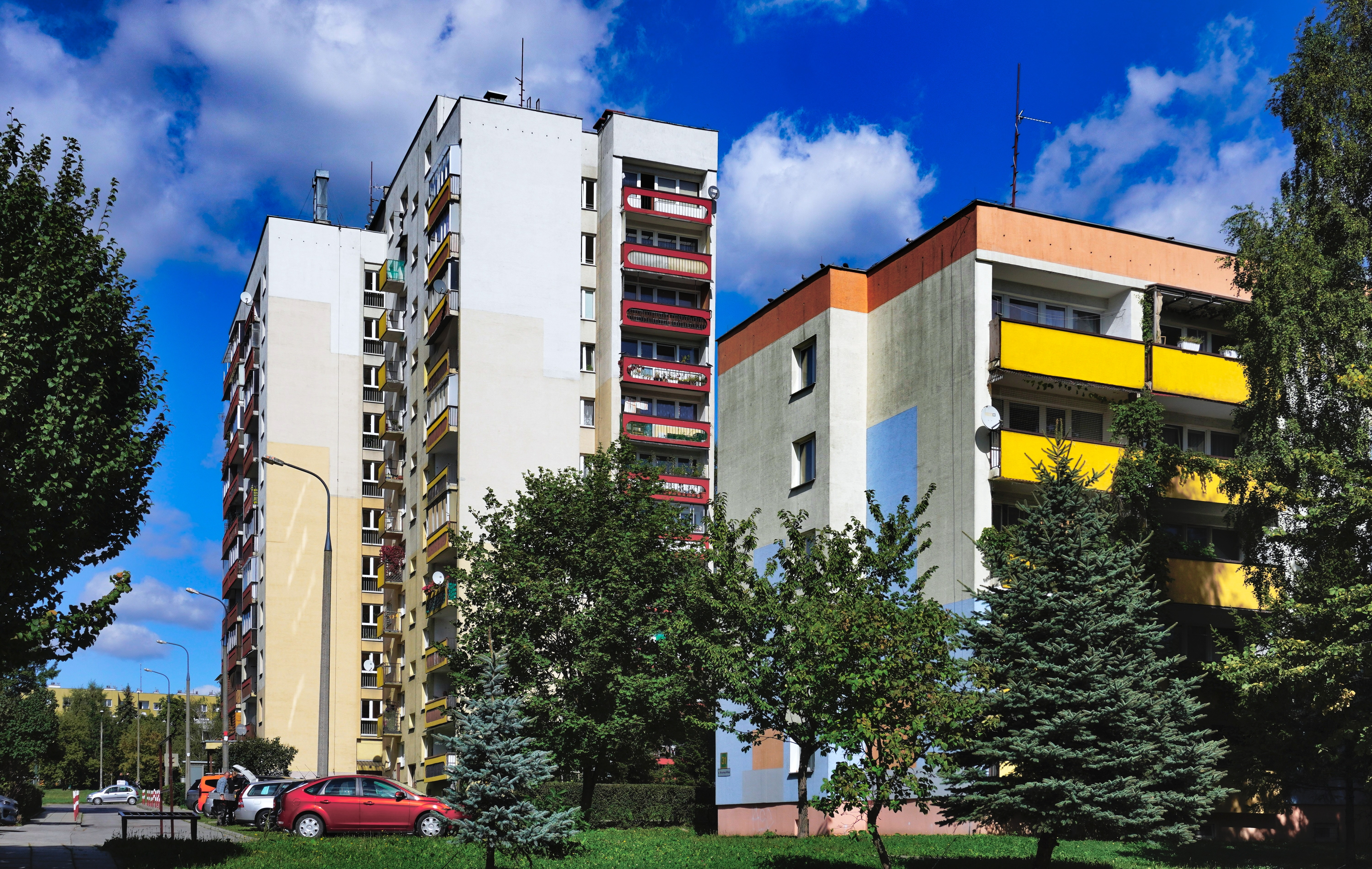
Wnętrze osiedla, bloki przy ul. Witosa 29 i 31
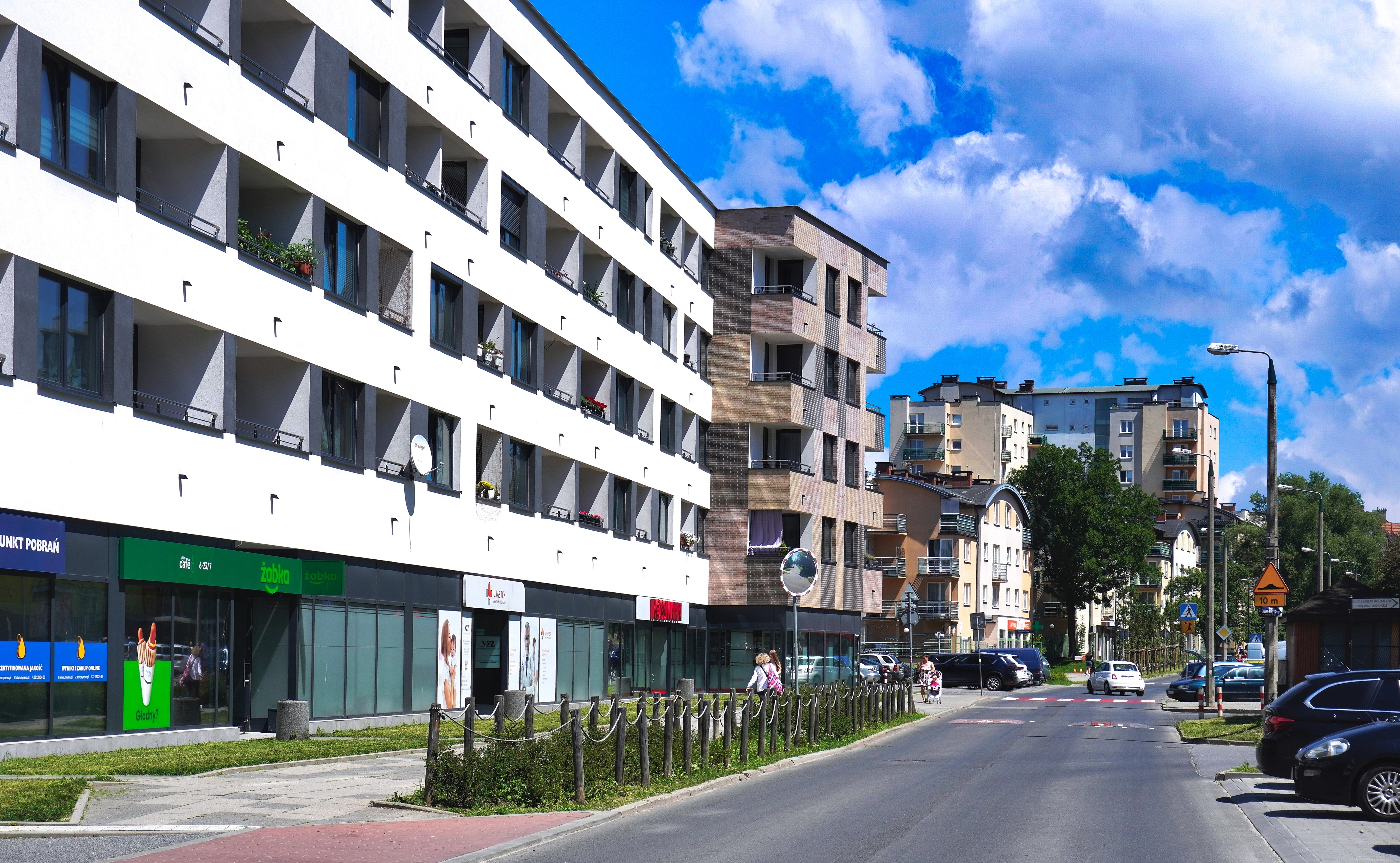
Ulica Marii i Bolesława Wysłouchów
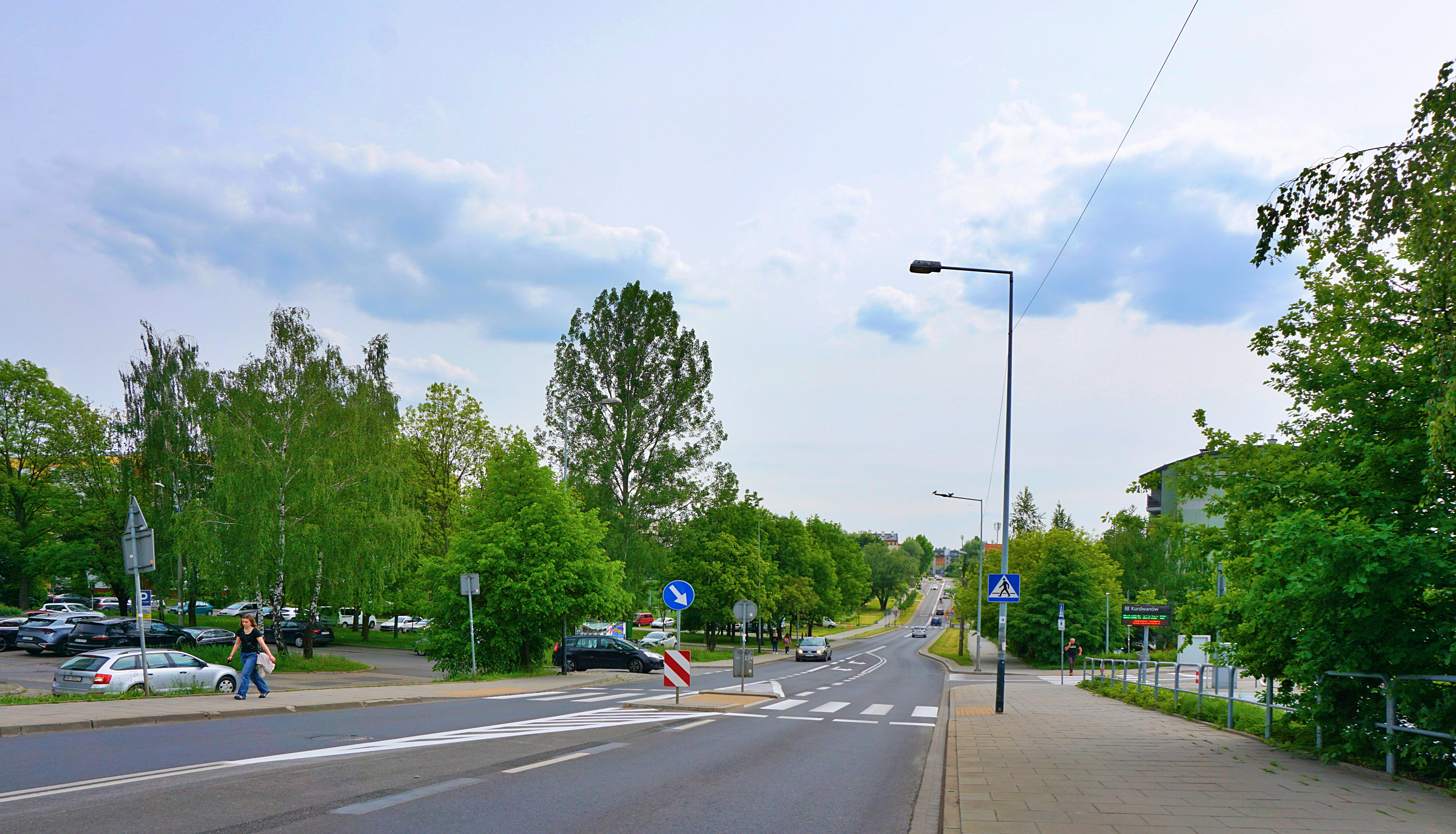
Ulica Porucznika Halszki
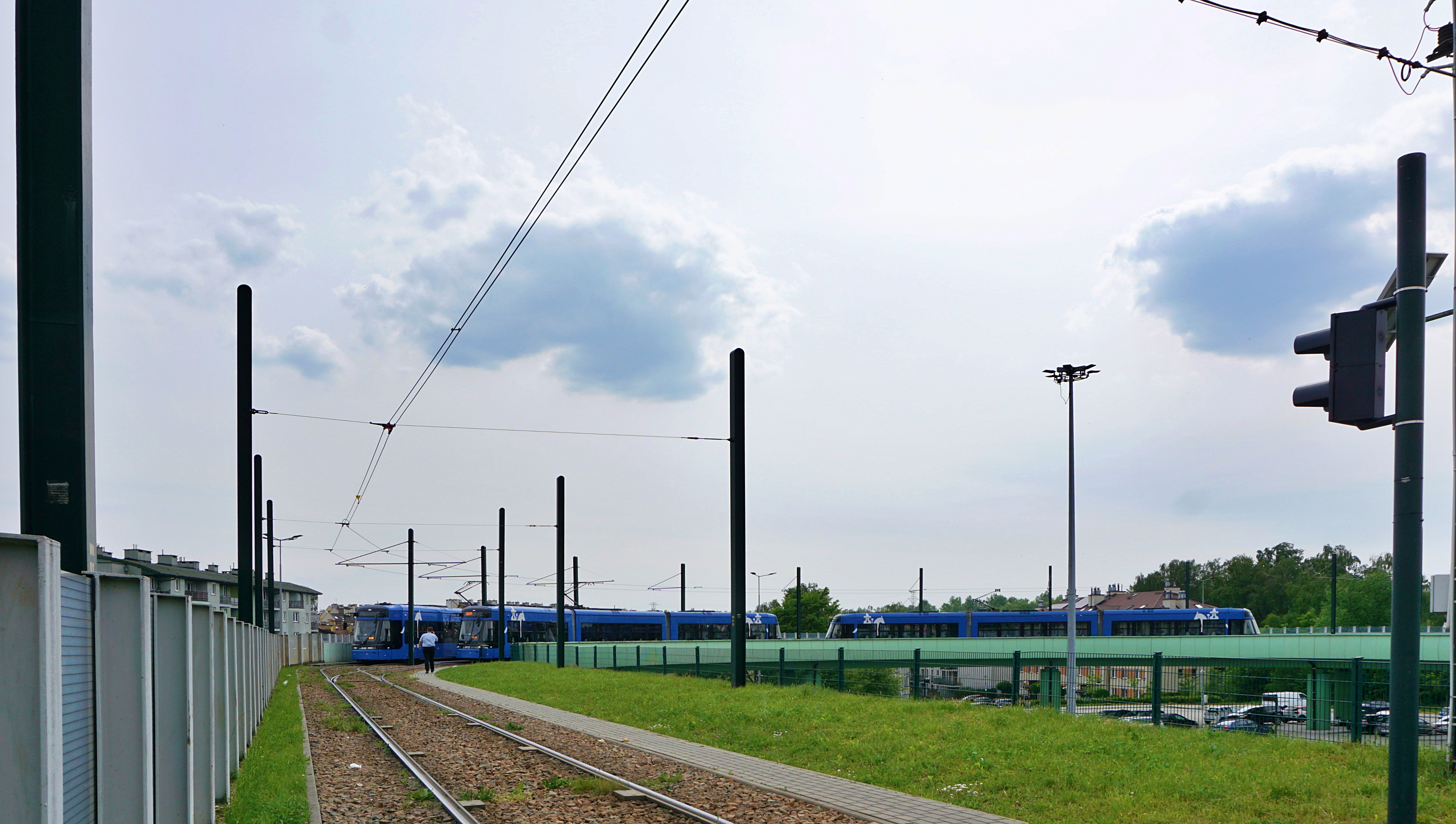
Pętla tramwajowa „Kurdwanów P+R”